# 早瀬雄一
早瀬 雄一（はやせ ゆういち、1974年10月24日 - ）は、NHKのアナウンサー。

## 人物
愛知県名古屋市出身。愛知県立名古屋西高等学校、慶應義塾大学文学部を卒業。1999年にNHKに入局。スポーツアナウンサーとして活躍している。
主に球技系の実況を担当しているが、2008年前後まではサッカー（Jリーグ）、高校・社会人野球の実況がメインであった。しかし2008年度以降は、プロ野球の実況をより多くこなしている。また東京アナウンス室に異動（G-Media出向）後の2013年度以降は、プロ野球に加えプロゴルフ（PGA）、アメリカンフットボール（NFL）、水泳、ボウリング、箱根駅伝、トライアスロン、カヌーなど、数多くの競技の実況を担当している。
福岡局に2度目の異動となった2018年度以降の担当は地域報道に加え、野球（プロ野球・高校野球）・テニス・競泳の実況を柱としている。
趣味はスポーツ観戦、街歩き、料理。
エピソード
- 福岡Paypayドームで開催されるソフトバンクホークス主催試合の中継で、共に実況・リポーターを務めることの多い西川順一とのコンビは、局内では「福岡局の博多ゆういち・じゅんいち」と称されている[注釈 2][12]。

## 現在の出演番組
- ニュース富山人（2024年4月1日 - ）
- 富山県のニュース
- 各種スポーツ中継（NHKプロ野球、高校野球（大学・社会人野球）、プロテニス、水泳、Jリーグ、PGA、bjリーグ、ロードレース（英語版）、NFL、バレーボール、ハンドボール[13]、バドミントン、馬術[14][15]、箱根駅伝、ボウリング[16]、トライアスロン[6]、サーフィン[17]、カヌー[18]、競技かるた[19]他）

## 過去の出演番組

### 富山放送局時代（1度目）（1999年6月 - 2004年7月）

#### スポーツ系
- 第83回天皇杯全日本サッカー選手権・2回戦 「川崎フロンターレ」対「国見高校」（実況、2003年12月07日）[20]　など

#### 報道・情報・バラエティー他
- 富山県のニュース、スポーツ中継など[21]
- きょうの料理 全国うまいもの名鑑「笑顔を運ぶ冬のブリ」〜富山・氷見市〜（2001年2月23日）[22]
- たべもの新世紀 「逆境から生まれた極上のコシヒカリ〜富山県氷見市」（2001年11月25日）[23]

### 大阪放送局時代（2004年7月 - 2009年7月）

#### スポーツ系
- かんさいニュース1番「スポーツスペクタクル」（ローテーション制、2007年度まで）[24][25]
- 第32回社会人野球日本選手権・決勝 「松下電器」対「NTT西日本」（実況、2005年11月27日）[26]
- 第62回びわ湖毎日マラソン- 世界陸上選手権代表選考会 -（リポートバイク、2007年3月4日）[27]
- Jリーグ 「ガンバ大阪」対「清水エスパルス」（BS1・実況、2007年5月6日）[28]
- 第34回社会人野球日本選手権・決勝 「トヨタ自動車」対「三菱重工名古屋」（実況、2007年11月25日）[29]　など

#### 報道・情報・バラエティー他
- 関西もっといい旅（BShi） 「城下町に赤とんぼ舞い～兵庫県龍野市」（2004年10月07日）[30]
- 関西発ラジオ深夜便▽2時台 かんさいストーリー「大阪の神々」（朗読、2004年10月15日）[31]
- アイデア対決・全国高等専門学校ロボットコンテスト2007 - 近畿地区大会 - （司会、2007年12月18日）[32]

### 福岡放送局時代（1度目）（2009年8月 - 2013年7月）

#### スポーツ系
- バンクーバーオリンピック「涙と感動すべて見せます!3時間スペシャル」（BS1・司会、2010年2月28日）[33]
- 全国高等学校総合体育大会 「美ら島沖縄総体2010」 男子ハンドボール・決勝（2010年8月6日）[13]
- ロンドンオリンピック（BS1・東京のスタジオキャスター、2012年8月3日 - 8日の夕方から夜間の時間帯）
- ロンドンパラリンピック（開会式現地実況、2012年8月30日）[34]
- ロンドンパラリンピック（閉会式現地実況、2012年9月10日）[35]
- 第62回別府大分毎日マラソン（ラジオ第1・実況、2013年2月3日）など

#### 報道・情報・バラエティー他
- 博多屋台 こまっちゃん（ラジオ第1）（2009年12月2日、2011年1月26日、2013年2月3日）[36][37][38]
- 日本の祭2011「博多祇園山笠」（BSプレミアム・リポーター、2011年8月25日）[39][注釈 3]

### 東京アナウンス室・G-Media出向時代（1度目）（2013年8月 - 2018年7月）

#### スポーツ系
- 決定!2020年五輪開催都市（R1・FM）（2013年9月8日）[40]
- NHK杯第48回全日本選抜ボウリング 「男女優勝決定戦」 （2014年5月11日）[5]
- Nスペ5min. ミラクルボディー サッカー・FIFAワールドカップ 第1回「ネイマール“変幻自在”の至宝」（ナレーション、2014年5月31日）[41]
- 第63回全日本大学野球選手権・決勝 「神奈川大」対「東海大」（BS1・実況、2014年6月15日）[42]
- MLB・アメリカ大リーグ 「レンジャーズ」対「ヤンキース」（2014年7月22日）[43]
- NFL・アメリカンフットボール 「ライオンズ」対「パンサーズ」（BS1・実況、2014年09月16日）[44]
- プロ野球 日本シリーズ第5戦「ソフトバンク」対「阪神」（ラジオ第1・実況、2014年10月30日）[45]
- 第89回全日本テニス選手権 女子シングルス・決勝（実況、2014年11月8日）[46]
- 第33回全国都道府県対抗女子駅伝 （ラジオ第1・実況、2015年1月11日）[47]
- MLB 2015チーム名鑑（BS1・ナレーション、2015年3月30日）[48][49]
  - ボストン・レッドソックス／シアトル・マリナーズ
- マイあさラジオ「スポーツトピックス“新春恒例箱根駅伝展望”」（ラジオ第1、2017年12月30日）[50]
- 第94回東京箱根間往復大学駅伝・往路（ラジオ第1・実況、2018年1月2日）[51]　　など

### 福岡放送局時代（2度目）（2018年8月 - 2021年10月）

#### スポーツ系
- 第69回全国高校駅伝・男子（総合・第2放送車実況、2018年12月23日）[52]
- 全豪オープンテニス2019 男子シングルス・決勝（総合・実況、2019年1月28日）[53]
- プロ野球 パ・リーグ クライマックスシリーズ ファイナルステージ 第4戦（BS1・実況、2019年10月13日）[54]
- ニットーATPファイナル〜ロンドン〜男子シングルス・決勝（2019年11月18日）[55]
- プロ野球日本シリーズ第3戦 「ソフトバンク」対「巨人」（BS1・実況、2020年11月24日）[56]
- 第74回全日本総合バドミントン選手権・決勝（ミックスダブルス、男女シングルス）（2020年12月27日）[57]　　など

#### 報道・情報・バラエティー他
- 福岡県、および九州沖縄のNHKニュース（テレビ・ラジオ）
- ニュース845福岡 （ローテーション制）
- はっけんラジオ （ローテーション制）
- おはよう九州沖縄（土日祝・ローテーション制）
- 台風10号の災害報道にて福岡市内（天神）より街頭レポート（2020年9月6日）

### 東京アナウンス室・G-Media出向時代（2度目）（2023年8月 - ）
- マイあさ!（2023年8月30日 - 9月1日、2024年1月22日 - 1月23日　スポーツキャスター・上野速人の代理）※ひるのいこいも兼務。

### 富山放送局時代（2度目）（2024年4月 - ）
- 第106回全国高等学校野球選手権大会 決勝（関東第一 × 京都国際）実況（2024年8月23日）

- 読売ジャイアンツ対横浜DeNAベイスターズ　富山市民球場アルペンスタジアム実況(BS1 2024年５月14日)

## 同期のアナウンサー
有田雅明・一橋忠之・今城和久・今道琢也・古賀一・小松宏司・佐藤龍文・杉岡英樹・高瀬耕造・高山真樹・近田雄一・塚原泰介・塚本貴之・永松隆太朗・船岡久嗣・山田賢治・横林良純